# Каримате
Каримате (итал. Carimate) је насеље у Италији у округу Комо, региону Ломбардија.
Према процени из 2011. у насељу је живело 2033 становника. Насеље се налази на надморској висини од 294 м.

## Становништво
| 1936. | 1951. | 1961. | 1971. | 1981. | 1991. | 2001. | 2011. |
| ----- | ----- | ----- | ----- | ----- | ----- | ----- | ----- |
| 1.763 | 1.900 | 2.084 | 2.558 | 3.125 | 3.469 | 3.805 | 4.327 |